# Boeing 720
O Boeing 720 é uma aeronave quadrimotor a jato para transporte civil de passageiros, desenvolvida e fabricada pela Boeing, de 1958 a 1967.
É uma versão menor do Boeing 707, do qual é cinco metros mais curto. Utiliza os motores Pratt & Whitney JT3D. Foi chamada primeiramente como 707-020, sendo mais conhecido comercialmente como Boeing 720. Seu primeiro voo ocorreu em 1959 pela United Airlines. Um ano depois teve seus motores trocados e passou a ser chamado de 720B, mais silencioso e econômico, tendo seu primeiro voo pela American Airlines.
O modelo 720 fez mais sucesso comercialmente que seu irmão Boeing 707, pois era menor, mais econômico e tinha asas inovadoras, embora só tenham sido construídas apenas 154 unidades.

## Histórico
No ano de 1957, a Boeing lançou uma versão do 707 específica para voos de médio e curto alcance, conhecida inicialmente como B707-020 e depois comercializada como B720.
Sua fuselagem foi encurtada em 5 metros em relação ao B707-320, e acomodava até 165 passageiros. Possuía um projeto de asa praticamente novo, e devido ao seu menor peso, seu desempenho operacional foi superior aos outros modelos da família.
O primeiro protótipo voou em novembro de 1959 e a homologação pelo FAA foi obtida em junho de 1960. O início de operações foi em julho do mesmo ano pelas asas da United Airlines.

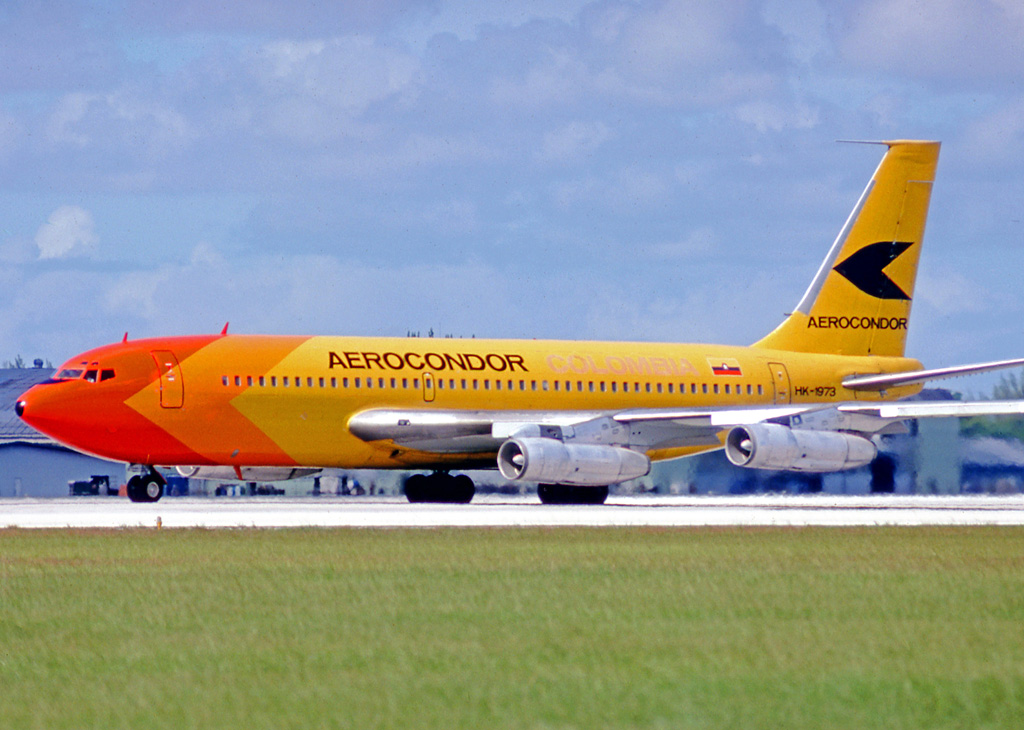
Boeing 720-023B da extinta Aerocondor operando no Aeroporto Internacional de Miami em 1975

Uma versão remotorizada, conhecida como 720B, equipada com quatro PW JT3D-1 ou JT3D-3, de menor consumo, emissão de poluentes e de maior alcance, fez seu primeiro voo com a American Airlines em março de 1961.
O 720 ficou em operação comercial até o ano de 2008 com a Honeywell, quando a empresa o substituiu por um 747. O último voo do 720 ocorreu em 29 de setembro de 2010, com a empresa Pratt & Whitney Canada, e em maio de 2012, foi levado até o Museu da Força Aérea Nacional do Canadá, onde permanece até hoje em exposição.

## Especificações
- Comprimento (m): 41,68
- Envergadura (m): 39,88
- Altura (m): 12,67
- Motores/Empuxo: 4x PW JT3C-7 (5.670 kg)
- Peso max decolagem (kg): 106.141
- Vel. cruzeiro: 972
- MMO/VMO: 0.82
- Alcance (km): 6.687
- Tripulação técnica: 3
- Passageiros: 124
- Primeiro voo: Nov. de 1959
- Unidades produzidas: 154